# Свинарка (приток Ольшанки)
Свинарка или Широкий берег (укр. Свинарка) — левый приток реки Ольшанка, протекающий по Черкасскому району (Черкасская область, Украина).

## География
Длина — 13, 16,75 км. Площадь водосборного бассейна — 65,7, 59 км². Русло реки в среднем течении (пруд севернее села Вязовок) находится на высоте 141,9 м над уровнем моря.  
Берёт начало от многочисленных ручьёв на северной окраине села Петропавловка. Река течёт на северо-восток. Впадает в реку Ольшанка (на 70-км от её устья, в 1957 году — на 75-км от её устья) в селе Вязовок.
Русло средне-извилистое. На реке создан каскад прудов.
Притоки: нет крупных. 
Населённые пункты на реке (от истока до устья):
1. Петропавловка
2. Вязовок